# パイプ・ロール
パイプ・ロール（英:Pipe Roll(s)）は、イングランド財務府において作成された会計監査記録のこと。日本語訳では、『収支簿』・『財務府記録』などの用語があてられる。ドゥームズデイ・ブックとともに中世イングランド国家の財政基礎資料となったことのみならず、毎年作成された公文書の中では歴史上最古かつ最も長期にわたって作成された資料でもある。
各地の州長官から毎年の王室領や空席司教区からの収入、その他租税からの収入、逆に国王行政の費やした支出、その差引などの収支報告を財務府において監査を行い、その収支報告と監査記録をパイプ状の巻物（ロール）形式の公文書にして毎年作成して財務府において保管した。最古の記録は1131年のものであり、初期のものには欠落しているものもあるが、1156年から財務府が廃止される直前の1831年までの記録は毎年ほぼ欠落無く現存しており、中世後期以後は州長官以外の財政機関・官吏からの収支報告と監査記録も記載されるようになった。財務府を経由しない一部の収入は把握されていないものの、以後のイングランドにおける財政統計の模範となるものであり、特に史料が少ない12世紀・13世紀のイングランドの政治史・財政史における貴重な史料とされている。だが、後に財政の権限が大蔵府に移されるようになると、次第にその価値を低下させていった。